# Marie-Cécile van Pruisen

De Rijksadelaar

Marie-Cécile Kira Victoria Louise van Pruisen (Cadinen, nabij Tolkmicko, 28 mei 1942 - Berlijn, 10 januari 2004) was een telg uit het Pruisische huis Hohenzollern.
Zij was een dochter van Louis Ferdinand van Pruisen (een kleinzoon van de laatste Duitse keizer Wilhelm II) en Kira Kirillovna van Rusland. Haar beide ouders waren achterkleinkinderen van de Britse koningin Victoria.
Zelf trouwde ze op 3 december 1965 met Frederik August van Oldenburg, een zoon van Nicolaas van Oldenburg en Helena van Waldeck-Pyrmont, een achternichtje van koningin Juliana der Nederlanden. Het paar kreeg de volgende kinderen:
- Paul Vladimir (1969)
- Rixa (1970)
- Bibiane (1974)

Marie-Cécile en haar man scheidden in 1989.